# Nematocarcinus ensifer
Nematocarcinus ensifer is een garnalensoort uit de familie van de Nematocarcinidae. De wetenschappelijke naam van de soort is voor het eerst geldig gepubliceerd in 1882 door Smith.